# Права ЛГБТ в Беларуси
Беларусь стала шестой республикой бывшего СССР после Украины (1991), Эстонии (1992), Латвии (1992), Литвы (1993) и России (1993), которая отменила уголовное наказание за гомосексуальность (119 ст. «Мужеложество» Уголовного кодекса Республики Беларусь). Гомосексуальные отношения в Беларуси стали легальны с 1 марта 1994 года, единый возраст сексуального согласия — 16 лет. В соответствии со статьёй 32 Конституции Беларуси и статьями 1 и 12 Семейного кодекса, брак заключается между мужчиной и женщиной. В Беларуси нет специального антидискриминационного законодательства, которое запрещало бы дискриминацию по признаку сексуальной ориентации.
Представители ЛГБТ-сообщества сталкиваются с высоким уровнем негативных стереотипов и социальных предрассудков, как и в других постсоветских странах.

## История прав ЛГБТ в Беларуси
Во времена Советского Союза Белорусская ССР использовала законы общие для всех советских республик. В СССР гомосексуальность считалась незаконной. Сексуальные отношения между женщинами никогда не были незаконными в Беларуси (хотя лесбиянки могли быть отправлены в психиатрические учреждения, если проявлялась однополая сексуальная ориентация), в то время как сексуальные отношения между мужчинами всегда были под уголовной ответственностью. Таких слов, как гомосексуальность или геи, не было в советских кодексах, и в юридической системе использовался термин мужеложство.
По статье 119-1 советского Уголовного кодекса Республики Беларусь было установлено, что гомосексуальные мужчины, которые имеют добровольные сексуальные контакты, должны быть приговорены к лишению свободы на срок до пяти лет. В 1989 году около 50 граждан были уволены с работы из-за их сексуальной ориентации. Был создан Специальный отдел в КГБ для борьбы с гомосексуалами.
Спецслужбы использовали шантаж и вербовали агентов из представителей гей-сообщества. Таким образом, была предотвращена возможность появления каких-либо ЛГБТ-организаций или печатных изданий, которые работали специально для сексуальных меньшинств. Гомосексуалы встречались на улице, в туалетах, на вокзалах, или собирались в частных квартирах или домах.
В 1992 году журнал под названием «Sex-AntiAids-Plus» был издан с помощью неправительственной организации «Stop-Aids-Belarus» (SAB). Второй номер газеты был арестован и было возбуждено уголовное дело против газеты. Газета содержала объявления для геев и лесбиянок, поэтому следствие посчитало объявления о знакомствах сводничеством. В 1994 году уголовное дело против газеты было прекращено. Тем не менее, её основатель и главный редактор Руслан Гениюш, опасаясь преследований по сексуальным мотивам, прекратил свою издательскую деятельность.
В 1992 году был зарегистрирован и начал издательскую деятельность журнал под названием «Randez-Vous». Журнал был, главным образом, про личные отношения, таким образом, в нём содержались статьи, написанные психологами, сексологами, а также письма и анонсы в специальной колонке «Голубой салон». В 1994 году журнал прекратил своё существование.

## Действующие законы

### Конституция
В Конституции 1994 года объявляется, что один из её фундаментальных принципов — это равенство всех граждан.
Таким образом, Конституция Республики Беларусь не содержит списка возможных оснований для дискриминации, ссылаясь только на общее правило равенства перед законом. Также Конституция не содержит прямого запрета дискриминации.
Конституция не имеет упоминаний про сексуальную ориентацию и гендерную идентичность, однако, имеется раздел, который может служить основанием для косвенной дискриминации по признаку сексуальной ориентации.
Согласно с Конституцией, женщина и мужчина по достижении брачного возраста имеют право на добровольной основе вступить в брак и создать семью. При этом в тексте Конституции отсутствует прямой запрет на брак мужчины и мужчины или женщины с женщиной, однако право на брак, в данном случае, рассматривается исключительно для пары из женщины и мужчины.

### Гражданское и семейное право
В соответствии со статьей 32 Конституции и статьями 1 и 12 Семейного Кодекса, брак является конкретным гражданско-правовым договором, заключённым в государственном учреждении и доступен для двух человек противоположного пола. Это последнее требование делает брак недоступным для гомосексуальных пар.
Нет варианта совместного однополого сожительства в рамках белорусского законодательства, хотя сожительство вне брака, даже гетеросексуальных пар, является распространённым явлением. Совместное сожительство не является правовой основой для изменения фамилии одного партнёра на фамилию второго. Это не приводит к супружескому материальному содружеству между партнёрами. Среди обязанностей, взятых на себя партнёрами в их совместной жизни, законную силу имеют только перечисленные в гражданском праве. Если у них есть общий бизнес, то их отношения регулируются правилами коммерческого права. Если партнёры расходятся, то они не имеют доступа к законно признанных прав одного из партнёров в случае развода. Нынешние и бывшие партнёры по совместному проживанию не имеют права на алименты или финансовую поддержку.
Сожительство не является правовой основой для получения наследства, так как партнёры не включены в правовое колесо потомков. Таким образом, совместные партнёры могут получить наследство друг от друга только тогда, когда есть последняя воля или завещание. Налог на такое наследство выше, чем налоги на наследство от законного мужа. Совместные партнёры, которые получают наследство через завещание также не имеют права сохранить часть имущества. Партнёры в гражданском браке не имеют родительских прав на детей другого партнёра. Для одного партнёра вполне возможно принять юридически биологических детей второго. Усыновитель не должен быть недееспособным, не должен быть лишён родительских прав судом, и должен быть на не менее 16 лет старше ребёнка, которого он усыновляет. Для пар в гражданском браке невозможно принять детей-сирот, поскольку закон требует от таких пар быть в настоящем браке.

### Трудовое право
Трудовой кодекс (статья 14) запрещает дискриминацию в сфере трудовых отношений. Тем не менее, сексуальная ориентация остаётся вне списка социальных характеристик, на основе которых дискриминация запрещена законом. Другими словами, жертвы дискриминации на основе сексуальной ориентации не имеют права на защиту.

### Уголовное право
Гомосексуальный секс декриминализован в 1994 году. Нынешний уголовный кодекс был принят в 2000 году. Преступлениями являются только те гомосексуальные акты, которые происходят без обоюдного согласия. Преступления в отношении гомосексуальности рассматриваются в части 20 (раздел VII) уголовного кодекса, которая посвящена преступлениям против половой неприкосновенности или половой свободы.
Статья 167 («Насильственные действия сексуального характера») предусматривает, что:
1. Мужеложство, лесбиянство или иные действия сексуального характера, совершенные вопреки воле потерпевшего (потерпевшей) с применением насилия или с угрозой его применения или с использованием беспомощного состояния потерпевшего (потерпевшей), наказываются ограничением свободы на срок до четырёх лет или лишением свободы на срок от трёх до семи лет.
2. Те же действия, совершенные повторно, либо лицом, ранее совершившим изнасилование, или группой лиц, либо в отношении заведомо несовершеннолетнего (несовершеннолетней), наказываются лишением свободы на срок от пяти до тринадцати лет.
3. Действия, предусмотренные частями первой или второй настоящей статьи, совершенные в отношении заведомо малолетнего (малолетней), либо повлекшие по неосторожности смерть потерпевшего (потерпевшей), либо причинение тяжких телесных повреждений, либо заражение ВИЧ-инфекцией, либо иные тяжкие последствия, наказываются лишением свободы на срок от восьми до пятнадцати лет.
Статья 168 («Половое сношение и иные действия сексуального характера с лицом, не достигшим шестнадцатилетнего возраста») предусматривает, что:
Половое сношение, мужеложство, лесбиянство или иные действия сексуального характера, совершенные лицом, достигшим восемнадцатилетнего возраста, с лицом, заведомо не достигшим шестнадцатилетнего возраста, при отсутствии признаков преступлений, предусмотренных статьями 166 («Изнасилование») и 167 настоящего Кодекса, наказываются ограничением свободы на срок от двух до четырёх лет или лишением свободы на срок от двух до пяти лет.
Статья 170 («Принуждение к действиям сексуального характера») говорит, что:
1. Принуждение лица к половому сношению, мужеложству, лесбиянству или совершению иных действий сексуального характера путём шантажа, угрозы уничтожением, повреждением или изъятием имущества либо с использованием служебной, материальной или иной зависимости потерпевшего (потерпевшей) наказывается ограничением свободы на срок до трёх лет или лишением свободы на тот же срок.
2. То же деяние, совершенное в отношении заведомо несовершеннолетнего (несовершеннолетней), наказывается лишением свободы на срок от трёх до шести лет.
Никакие конкретные половые акты, такие как оральные или анальные проникновения не упоминаются; и не имеет значения, является ли поведение гомосексуальными или гетеросексуальными. Закон вносит важную символическую дань принципу равенства мужчин и женщин в том, что за исключением изнасилования, жертвой которого может быть только женщина, все другие преступные действия сексуального характера, такие как насилие или принуждение, могут быть направлены против лиц обоих полов, жертвы во всех случаях именуются в законе как он или она.
Возраст согласия на участие в половых актах является равным для гомосексуалов и гетеросексуалов: 16 лет.

## Преступления на почве ненависти
Белорусское законодательство не относится конкретно к виновным в совершении преступлений на почве гомофобии. В Уголовном кодексе, гомосексуалы выделяются только тогда, когда они являются «субъектами» преступлений (например, если они являются виновниками), а не тогда, когда они являются «объектами» (например, жертвы преступления). Судебные органы и милиция не выражают никакого стремления к сбору доказательств о гомофобных мотивах тех, кто совершает преступления. Судьи не обязаны рассматривать такие мотивы в качестве отягчающего обстоятельства вины, или налагать более суровое наказание, если гомофобных мотивов нет. ЛГБТ-люди находятся в опасности столкнуться с дискриминацией и насилием.
Есть сообщения, что милиция и прокуратура не рассматривают дела, связанные с жертвой, которая имеет отношение к сексуальных меньшинствам.
В тюрьмах и исправительных учреждениях, гомосексуальность личности является предметом спекуляций, шантажа и вымогательства. Находясь в тюрьме, геи и лесбиянки в значительной степени не защищены. Как сообщалось, исполнительные органы часто используют заключённых с гомосексуальной ориентацией чтобы получить необходимые данные, и тюремщики часто поощряют заключённых злоупотреблять гомосексуалами.
Милиционеры ищут информацию личного характера о гомосексуальных лиц, которые стали жертвами насилия. Эта информация не имеет никакого значения для уголовного преследования лиц, совершивших преступления против этих жертв. Милиционеры собирают информацию личного характера, а также паспортные данные и магшот (фотопортрет после ареста) гомосексуальных лиц, которые посещают известные места встреч геев. Национальные общественная организация «Встреча» (профилактики ВИЧ-инфекции для групп геев) сообщила о такой практике в Бресте и Гомеле. Сотрудники милиции отказываются регистрировать случаи жестокости, совершённые против сексуальных меньшинств и не проводят исследования, которые будут требовать уголовной ответственности с лиц, которые совершили преступления на почве гомофобных предрассудков.
18 апреля 2001 г., мёртвое тело пенсионера Александра Стефановича, который был известен среди соседей как гомосексуал, было найдено в Минске во дворе его дома. Всё его тело было в ножевых ранениях. 16 мая того же года Андрей Бабкин был жестоко избит и изнасилован у входа в свою квартиру. Он был доставлен в больницу с тяжёлыми травмами. 2 июля 2001 г. милицией в Минске был задержан и жестоко избит Андрей Щербаков.
На следующий день, 3 июля 2001 г., во время разбойного нападения на квартиру был жестоко избит тридцатилетний бывший владелец гей-клуба «Оскар» Иван Сушинский. Клуб был закрыт властями ещё в феврале 2000 года. 4 июля, утром, Иван Сушинский скончался от тяжёлых травм в 5-й клинической больницы Минска.
13 ноября 2001 г. в Молодечно, было совершено нападение на Эдуарда Тарлецкого в результате которого он получил сотрясение мозга и потребовалась госпитализация на семь дней. Милиция отказалась принять меры в связи с нападением, потому что было «невозможно найти преступников».
15 февраля 2002 г. в Жлобине 34-летний бухгалтер Виктор Ковыль был найден мёртвым в квартире своих родителей. Он был открытым гомосексуалом на работе и в общественных местах. Милиция отказалась дать информацию об убийстве его партнёру Александру и один из сотрудников милиции сказал ему: «Так и надо, содомиты (пидоры)!».
12 апреля 2002 г. произошли нападение и избиение геев за пределами гей-клуба «Вавилон». По словам очевидцев, группа скинхедов (10—12 человек) напала на трёх посетителей до прибытия милиции. Среди жертв был Эдвард Тарлецкий, главный редактор одного гей-журнала.
10 июня 2002 г. в посёлке Коммунар Буда-Кошелевского района, трое неизвестных избили и изнасиловали местного 18-летнего жителя Дмитрия Л. Пострадавший был доставлен в больницу, где он провёл две недели. Вечером 2 октября 2002 г. Эдвард Тарлецкий подвергся нападению по автодороге домой. Четыре неизвестные мужчины спросили у него фамилию, и когда узнали, что это Тарлецкий, то начали избивать. В ту ночь он был доставлен в больницу. У него был перелом плеча и три разбитых зуба. Наконец, в 2002 году, минская милиция возбудила уголовное дело в связи с убийством 50-летнего Михаила Н., изуродованное тело которого было найдено в его квартире 17 ноября 2002 г. По данным милиции это было пятое убийство такого рода, совершённое в столице Беларуси. Тем не менее, детективы полностью отрицали возможность серийного убийцы.
18 февраля 2003 г. Тарлецкий снова был избит неизвестными около его дома. Эдвард был доставлен в больницу с черепно-мозговой травмой и множеством ушибов на теле. 29 марта того же года вышибалой в ночном клубе «Будда-бар» в Минске была избита волонтёр Юлия Юхновец, потому что она поцеловалась с девушкой в коридоре клуба. Она была доставлена в больницу, где ей был поставлен диагноз травмы черепа.
28 мая 2008 г. на Эдварда Тарлецкого снова напали три парня в Минске. Тарлецкий заявил, что он не намерен сообщать о нападении в милицию. Он также сказал, что это было третье нападение на него за пять лет.
В середине сентября 2008 года, двое транс-мужчин были изнасилованы в Минске. Жертвы не сообщили в милицию, потому что не были уверены, помогут ли им.

### Нападение на Михаила Пищевского
25 мая 2014 г. около минского ресторана-клуба «Underworld» («Андерволд»), где не впервые собирались люди гомосексуальной ориентации, произошёл конфликт. По словам свидетелей, около входа в клуб компания громко обсуждала тему геев. В адрес посетителей клуба прозвучало слово «пидорас». В этот момент из клуба выходил 33-летний Михаил Пищевский с друзьями, который услышал это и спросил в голос: «Кто здесь пидорас?». Вопроса оказалось достаточно, чтобы бывший учитель физкультуры минчанин Дмитрий Лукашевич, который неоднократно привлекался к административной ответственности за хулиганство, набросился на Пищевского, который был с ним не знаком, и начал бить по голове. Михаил рухнул и ударился о бетонную плиту головой, потеряв при этом сознание. Позже в суде Лукашевич подтвердил, что сознательно пришёл к кафе под вечер, когда посетители начинали расходиться, и сознательно оскорбил одного из их унизительным словом.
Врачи констатировали у пострадавшего перелом черепа и кровоизлияние в мозг, в голове образовалась большая гематома, из-за которой пришлось удалить около 20 % головного мозга. Экспертизе, однако, не удалось выяснить, что привело к получению тяжёлых травм — удары или падение. После этого Михаил Пищевский месяц пробыл в коме в 5-м столичном госпитале, потом ему стало лучше, но с постели он больше не поднялся и не заговорил. За потерпевшим был нужен постоянный профессиональный надзор, между тем из больницы его собирались выписать.
В конце 2014 года Центральный суд Минска признал Лукашевича виновным в злостном хулиганстве и нанесении Пищевскому вреда здоровью в результате неосторожности и приговорил преступника к 2 годам и 8 месяцам заключения, а также к выплате денежной компенсации пострадавшему. По словам наблюдателей, если осуждённого брали под стражу в зале суда, он продолжал оскорблять друзей потерпевшего, называя их тем же оскорбительным словом «пидорас».
На первом суде «группа поддержки» Дмитрия Лукашевича набросилась на правозащитника из центра «Весна» Татьяны Ревяко, которая попыталась сделать фото Лукашевича. Женщину ударили по ногам и оскорбляли нецензурными словами.
Родственники и защита Михаила Пищевского обжаловали приговор. Они доказывали, что Лукашевич действовал не из хулиганских побуждений, а на почве ненависти к людям гомосексуальной ориентации. Более сурового наказания — 7 лет заключения — требовала для Лукашевича и прокуратура.
Второе рассмотрение дела в Центральном суде Минска дал тот самый результат. Наблюдатели за процессами отмечали, что в обоих случаях разные судьи не стали даже изучать признаки гомофобии в поступках Лукашевича. Также они отметили, что семья Лукошевичей никак не контактирует с семьёй Пищевского и вообще ведёт себя так, будто потерпевшими являются они. Сам Дмитрий Лукашевич на втором процессе по делу впервые попросил у родственников Михаила Пищевского прощения.
Во время второго рассмотрения дела в зале суда случился новый конфликт — «группа поддержки» Дмитрия Лукашевича напала на журналистов «БелСата» и правозащитников, когда те попытались в перерыве снять Лукашевича в железной клетке. Тогда досталось и корреспонденту Радио Свобода, который, когда увидел драку, также использовал видеокамеру. Сестра Лукашевича била журналиста по рукам и по видеокамере, не взирая на предупреждения, что она нарушает закон. Потом родственница преступника пожаловалась на корреспондента в милицию, что это якобы он её избивал, но проверка этого не подтвердила.
20 августа 2015 года он вышел из жодинской колонии № 8 по амнистии, приуроченной к Дню Победы. Родственникам сообщили, что суд представил в колонию справку, согласно которой Лукашевич выплатил всю назначенную денежную компенсацию. Сестра Михаила Пищевского Татьяна, однако, сообщила, что родственники Дмитрия Лукашевича всячески затягивали выплату компенсации Михаилу Пищевскому и никак не интересовались его состоянием здоровья.
Михаил Пищевский умер в 12 часов ночи 26 октября 2015 года в 5-й больнице Минска. Он был похоронен 28 октября на одном из минских кладбищ.

### Дело Артёма Шляхтёнка
Осенью 2015 года минчанин Александр А. познакомился в Интернете с Артёмом Шляхтёнком, 19-летним студентом одного из колледжей в Минске, с которым время от времени переписывался. 6 ноября во время встречи со знакомым Александр признался, что является геем. Когда Александр собирался домой, Шляхтёнок начал избивать его. Свои издевательства он записывал на камеру телефона, оскорблял, заставил стать на колени, раскрыть личную информацию, называть себя оскорбительными словами. За то, чтобы он не выложил это видео в Сеть, Шляхтёнок требовал от Александра изменить свои «склонности». Сам Шляхтёнок сообщил на камеру, что принадлежит к движению «Оккупай-педофиляй» и это у него уже не первая подобная встреча. После этого он забрал из кошелька потерпевшего 100 тысяч белорусских рублей и сбежал.
Артём Шляхтёнок был задержан милицией по горячим следам. Ему было предъявлено обвинение в краже и хулиганстве, среди отягчающих обстоятельств были названы состояние опьянения и «совершение преступления по мотивам вражды в отношении какой-либо социальной группы». В суде Шляхтёнок не скрывал своих взглядов и признал вину. Прокурор просил для обвиняемого 4 года ограничения свободы в исправительном учреждении («химия»). Потерпевший и обвиняемый просили суд не направлять его в исправительное учреждение. По совокупности преступлений суд назначил 2 года ограничения свободы без направления в учреждение открытого типа, а также взыскать с обвиняемого 7,6 миллиона белорусских рублей, в том числе 5 — заявленной морального ущерба.
Дело Шляхтёнка стало прецедентом — это был первый известный случай, когда белорусский суд квалифицировал гомофобию как вражду к социальной группе.

## Иммиграционное право и право о предоставлении убежища
Преследование по признаку сексуальной ориентации явно не признано в качестве законного основания для предоставления статуса беженца. Однополое партнёрство не признаются в качестве цели иммиграции в законодательстве. После получения независимости, многие белорусы просили и получили политическое убежище за рубежом, на основе опасений стать жертвой преследования по признаку их сексуальной ориентации. Наиболее часто цитируемой причиной было формальное или неформальное преследование со стороны милиции. Международная Амнистия Лесбиянок, Геев, Бисексуалов и Транссексуалов Беларуси (МАЛГБТ-Беларусь) имеет информацию о лицах, которым было предоставлено убежище в Чехии, Франции, Нидерландах и Швеции. Один 19-летний бывший житель Минска получил убежище в западных странах в мае 2007 года, так как его родители пытались изменить его сексуальную ориентацию с помощью шоковой терапии.

## Политические защитники прав ЛГБТ
Открытая поддержка геев и лесбиянок не является популярной позицией для политических движений в Беларуси. В июле 2001 года Организационный комитет 1-го Белорусского конгресса молодёжи проголосовали против участия в нём делегатов ЛГБТ-организации «Лямбда-Беларусь».
В марте 2002 года ряд белорусских СМИ опубликовали гомофобные заявления Молодого Фронта. В частности, лидер Молодого Фронта Павел Северинец опубликовал письмо, в котором он назвал гомосексуальность «грехом, достойным смерти и извращениям». По словам Северинца, факт существования гомосексуалов является «результатом порчи и греховности в мире».
В ходе другого инцидента, белорусские сексуальные меньшинства попытались сделать официальное заявление о солидарности с жертвами чернобыльской катастрофы. На эту попытку отреагировал новый лидер Молодого Фронта Дмитрий Дашкевич, заявив на радио в программе «Свободная Ночь», что в Белоруссии нет места для геев, что гомосексуалы являются больными людьми и что оппозиция не будет вступать в диалог с ними. Кроме того, другой активист «Молодого Фронта» Артур Финькевич заявил, что всем гомосексуалам нужно жить в резервациях, а не с «нормальными» людьми.
В сентябре 2004 года президент Белоруссии Александр Лукашенко, выступая перед белорусским Советом Безопасности, сказал: «Мы должны показать нашему обществу в ближайшем будущем, что „они“ (ЕС и США) здесь делают, как они пытаются превратить наших девушек в проституток, как они кормят наших граждан наркотиками, как они распространяют сексуальные извращения здесь, какие методы они используют».
Гей-жизнь по-прежнему в значительной степени подпольна и большинство белорусов считают гомосексуальность болезнью. Гомофобия по-прежнему очень сильна. Согласно опросу, проведённому «Белорусской Лямбда-лигой за сексуальную равенство» («Лямбда-Беларусь») в апреле 2002 года, 47 % белорусов считают, что геи должны быть заключены в тюрьму. Молодые люди становятся более терпимыми к гомосексуальности и показывают интерес к ЛГБТ-культуре. Тем не менее, интерес остаётся частью молодёжной поп-культуры, и часто рассматривается как своего рода мода, которую они перерастут и забудут, когда станут взрослыми. В 2007 г. Информационный центр ТЕМА и MyGomel.com организовали голосование в Гомельской области о сексуальных меньшинствах. 47,6 % имели отрицательные чувства к сексуальным и гендерным меньшинствам, 10 % хотят ввести уголовную ответственность за гомосексуальные отношения.

## Права представителей ЛГБТ-сообщества в Беларуси

### Право на свободу слова
Интернет-провайдер Белтелеком (монопольный поставщик телекоммуникационного в Беларуси), который контролирует внешний шлюз, попробовал заблокировать доступ к гей-сайтам, по крайней мере с интернет-клубов. Белорусские интернет-ресурсы ЛГБТ в последнее время работают без проблем.
В августе 1998 года увидел свет первый белорусский журнал для сексуальных меньшинств «Форум Лямбда», который был основан Эдвардом Тарлецким как бюллетень организации геев Беларуси «Белорусская лига свободы сексуальных меньшинств Лямбда», но 2 июня 1999 года журнал начал издаваться официально, с разрешения Госкомитета по печати. Журнал был запрещён властями страны в марте 2001 года, когда Госкомитет печати лишил его свидетельства о регистрации. Несмотря на это, журнал печатался нелегально, 25 января 2002 года вышел 22 номер журнала. Журнал выходил при поддержке Фонда Сороса и шведских организаций RFSL и SIDA. В 2005—2008 годах Эдвард Тарлецкий издавал журнал «Taboo».
Первый гей-парад в СНГ состоялся в 2001 году в Минске. Это было мирное шествие приблизительно из 300 человек. Вскоре стало ясно, почему оно было настолько мирным: парад состоялся за два дня до президентских выборов и парад стал удобным поводом для дискредитации кандидатов оппозиции.
Частные компании в Беларуси цензурируют личные гей-объявления на гей-сайте Apagay.com (сегодня известный как Gay.by). В ответ на жалобы, владелец сайта впервые объяснил, что они имеют право редактировать личные объявления. Тогда они заявили, что они просто выполнили рекомендации, но не сказали чьи.
В июле 1998 года руководители государственной Национальной телекомпании и радио Беларуси запретили популярные телевизионные программы «Охота короля» и «Все в порядке, мама», которые использовали материалы из «Шоу поющих королев» на том основании, что герои программы признались, что были геями.
Единственный специализированный журнал для ЛГБТ-сообщества печатался в России и распространялся в Беларуси с 1998 по 2002 год. Печатание его было запрещено несколько раз государственным Комитетом издательств.
В декабре 2002 года в БГУ был запрещён доступ ко всем ЛГБТ интернет-ресурсам. В марте 2003 года администрация интернет-кафе «Союз Онлайн», самого большого и популярного среди геев в Минске, заблокировала Gay.by. В январе 2004 года сеть национальной хостинговой компании N1.BY отказалась давать Gay.by свои услуги. Ранее, в 2003 году системный администратор сайта RED.BY запретил портал Gay.by через обмен ссылками. 10 мая 2003 года неизвестный хакер взломал сайт Gay.ru. и удалил все темы на форуме сайта и создал новую тему, которая содержала призыв убивать геев. Кроме того, при загрузке главной страницы Gay.by появлялось уведомление «ПИДОРЫ ДОЛЖНЫ УМЕРЕТЬ» и «СТОП-ПИДОРЫ В БЕЛАРУСИ». Также хакер звонил представителям команды сайта с угрозами физического насилия.

### Право на свободу мирных собраний
2001 год
8 сентября 2001 года в Минске состоялась первая публичная акция в защиту ЛГБТ — парад Love. Её организаторами выступила Белорусская Лига Лямбда во главе с Эдвардом Тарлецким. Парад прошёл от национального цирка до Александровского сквера («Паниковки») возле Администрации президента. Акция собрала около 1 тыс. участников и зрителей. Её поддержали «Федерация анархистов Беларуси», Белорусское молодёжное общественное объединение «Разные — равные», Белорусская социал-демократическая молодёжь «Молодая Громада». Организаторы не обращались к властям за разрешением на проведение демонстрации.
2008 год
В 2008 году ЛГБТ-активисты в Гомеле и Минске запросили разрешение на проведение небольших уличных акций на 4 и 10 мая соответственно, чтобы отпраздновать Славянский гей-прайд, но в их проведении было отказано соответствующими городскими администрациями. Минским активистам сказали, что их действие будет блокировать проезд. Гомельским активистам — что они не доказали, что будут обеспечивать адекватную медицинскую помощь на мероприятии, или что будут убирать потом, хотя они продемонстрировали это в своем заявлении.
2009 год
12 февраля 2009 года заявка группы из 20 человек для проведения небольших общественных действий осведомлённости о проблемах ЛГБТ было отказано администрацией города Гомеля. Они сказали, что заявка не включала копии договоров с местным отделением милиции, поликлиникой и службой уборки по обеспечению общественного порядка, безопасности и уборки после акции. Суд Гомельского района постановил, что заявка была отклонена в соответствии с Законом о массовых мероприятиях и отклонил апелляцию.
2010 год
8 мая 2010 года Минский городской исполнительный комитет не дал разрешение на марш, чтобы отпраздновать Славянский гей-прайд 15 мая, потому что предложенный маршрут был в пределах 200 м от станций метро и пешеходных переходов. Группа демонстрантов организовала мирное шествие 15 мая, несмотря на запрет. 7 демонстрантов провели выходные под стражей, ещё пятеро активистов были задержаны на три часа, среди них организатор Славянского гей-прайда в Минске Сергей Андросенко.
2011 год
В октябре 2011 года заявка на проведение марша в честь Минского гей-прайда 22 октября на окраине Минска была отклонена Минским городским советом депутатов на том основании, что марш прошёл бы в 50 метрах от общественных зданий. Обращение в суд Московского района Минска в декабре было также отклонено.
2012 год
В 2012 году, к Международному дню борьбы с гомофобией активистами правозащитного проекта «ГейБеларусь» было подано три заявления в Минский городской исполнительный комитет на проведение мирных массовых мероприятий в различных районах города Минска. Однако за пять дней до планируемых мероприятий Минский городской исполнительный комитет отказал в разрешении на проведение мероприятий под различными причинами.
В октябре 2012 года заявка на проведение марша Минского гей-прайда была отклонена на том основании, что местная власть планирует мероприятие в то же время и на том же месте. Тем не менее, активисты смогли успешно нанять трамвай, и 11 октября провели акцию ЛГБТ в трамвае.
Право на свободу ассоциаций
В настоящее время в Беларуси нет зарегистрированных ЛГБТ-организаций. Впервые ЛГБТ организация в Беларуси была создана в 1998 году в Минске. Это — Белорусская Лига «Лямбда» БЛЛ (Основатель — Эдвард Тарлецкий). В 1999 году Министерство юстиции отказала БЛЛ в регистрации. Организация просуществовала до 2005 года. В 2011 году организация «ГейБеларусь» пыталась зарегистрироваться под именем «Альтернатива Плюс». Заявка была отклонена Министерством юстиции 19 декабря 2011 года на том основании, что данные некоторых из основателей организации были поданы с ошибками (не правильно указано имя или фамилия основателя, номер квартиры учредителя). Министерство юстиции выявило неточности в адресе одного учредителя из Гродно, написании имени второго и в дате рождения третьего.
В декабре 2012 года «ГейБеларусь» снова подала заявку на регистрацию, на этот раз на регистрацию под названием Республиканское молодёжное общественное объединение "Правозащитный центр «Лямбда». Министерство юстиции отказало в регистрации в феврале 2013 года. На этот раз причиной стало то, что организация не будет способствовать «поддержке социальной зрелости и всестороннему развитию белорусской молодёжи».
После подачи заявления на регистрацию правозащитного центра «Лямбда» в декабре 2012 года ЛГБТ-активисты были подвергнуты серии милицейских рейдов и проверок, которые включали случаи жестокого обращения. Сергей Андросенко, председатель «ГейБеларуси», рассказал «Международной Амнистии», что он считает, что эти рейды и проверки были связаны с попыткой зарегистрировать организацию.
В ночь с 11 по 12 января 2013 года сотрудники милиции вошли в минский клуб «6А», где происходила вечеринка ЛГБТ. Они заблокировали выход, опросили всех в клубе и проверили их документы. Милиция утверждала, что искала беглого преступника. На следующую ночь аналогичный инцидент произошел в Витебске в клубе «21 ВЕК». Около 11 часов вечера два дежурных милиционера вошли и сказали, что они знают, что в клубе происходят «действия сексуальных меньшинств». Они в течение часа смотрели, что происходит в клубе, а потом ушли. Через полчаса вошла группа милиции и отряд специального назначения. Они сразу же приказали всем стать лицом к стене — мужчины к одной стене и женщины к другой. Они записали сведения о всех и все снимали. Сергей Андросенко рассказал «Международной Амнистии»: «Они были довольно жестокими к парням. Они говорили гомофобные шутки и некоторые неприличные сравнения».
После этих событий более 60 человек, чьи имена были в списке членов-основателей правозащитного центра «Лямбда», были приглашены на допрос в милицию по вызовам от сотрудников Управления по наркоконтролю и противодействию торговле людьми Министерства Внутренних Дел Республики Беларусь в 10 разных городах. Они были вызваны на допрос (сотрудники милиции часто называли это беседой) в связи с различными преступлениями, включая незаконный оборот наркотиков и изнасилование, но вопросы не были связаны с предполагаемыми преступлениями, а с сексуальной активностью членов-учредителей и деятельностью организации. Во многих случаях милиция прибывала на место работы или звонила родственникам, вызывая смущение.

## Правовой статус гей-клубов
В Республике Беларусь нет ни одного гей-клуба. В Минске существует несколько мест, где для представителей ЛГБТ-сообщества организовываются вечеринки закрытого характера, также иногда ЛГБТ-вечеринки организуются в областных городах. В 2013 году владельцы данных клубов столкнулись с явной дискриминацией по причине сексуальной ориентации посетителей их заведений со стороны местных органов власти.

## Гомосексуальность и образование
В связи с несовершенной системой образования в Республике Беларусь, отсутствием дисциплин, которые изучают все проявления сексуальности человека, недостатком достоверной информации о жизни представителей ЛГБТ-сообщества, существующими стереотипами, белорусское общество малообразовано в области сексуальной ориентации и гендерной идентичности. В условиях советской системы образования, где роль наукам которые изучают все проявления сексуальности человека не отводилось совсем, старшие поколения часто не имеют понятий о гомосексуальности, бисексуальности и трансгендерности, в связи с этим большинство представителей ЛГБТ-сообщества скрывают свою сексуальную ориентацию, опасаясь непонимания со стороны родителей, друзей и общества и агрессивного поведения с их стороны.
Навязывание обществом гетерономативных стандартов, недостаток достоверной информации, отсутствие возможности открыто обсуждать проблему приводит родителей представителей ЛГБТ-сообщества к непониманию ситуации, неопределённости в поведении, психологическим трудностям.
Такие обстоятельства приводят к маргинализации ЛГБТ-сообщества, заставляют негативно воспринимать себя, что часто ведёт к развитию их внутренней гомофобии.

## Психологическая и медико-санитарная помощь
Высокий процент самоубийств наблюдается среди геев, лесбиянок, бисексуалов и транссексуалов. Квалифицированная психологическая помощь не общедоступна. В Минске, два университета — БГУ и БГПУ — имеют полный курс психологии в своей учебной программе, но не решают проблемы сексуальных меньшинств.

## Ситуация после 2020 года
Во время протестов в Беларуси в 2020 году также поднимался вопрос о дискриминации ЛГБТ+ людей. Помимо бело-красно-белых флагов люди приносили с собой на протесты ЛГБТ-символику, а обсуждение прав сексуальных меньшинств стало частью протестного движения. ЛГБТ-колонна впервые появилась на улицах Минска 5 сентября и собрала около 20 активистов и активисток. Тем не менее ЛГБТ-меньшинства сталкивались с дискриминацией и насилием после задержаний сотрудниками ОМОНа. Например, 10 декабря 2021 года был задержан бывший пресс-секретарь А1 Николай Бределев, который в своем «покаянном» видео признается в своей гомосексуальности. Австрийский офис А1 решительно осудил действия белорусских властей, однако позже удалил заявление со своего сайта. Тем временем провластные журналисты, обсуждая задержание Николая Бределева, акцентировали свое внимание на его сексуальной ориентации в нецензурной форме.
Трансгендерные люди также подвергались психологическому и физическому давлению. Музыкант и активист Женя Велько после задержания в сентябре 2020 года прокомментировал отношение сотрудников милиции к своей трансгендерности: «Я открытый трансгендерный человек. В сентябре, когда меня задержали на женском марше, я выглядел в большей степени феминно. Тем не менее, по документам, я Евгений Дмитриевич. После задержания я многое выслушал в свой адрес, силовики спрашивали, делал ли я операцию, п..р ли я или нет. В РУВД говорили, что такие мужчины, как я, стране не нужны. К счастью, меня не били».
Многие активисты признают, что до 2020 года чувствовалась оттепель для гражданских ассоциаций. Однако после протестов многие представители ЛГБТ-сообщества покинули страну из-за опасения репрессий, в том числе по поводу их сексуальной ориентации. По некоторым данным, у белорусской милиции есть практика профилирования трансгендерных людей и геев в общей базе данных, так как милиция считает это сообщество более криминогенным. Белорусские власти и телеканалы также начали использовать гомофобию как инструмент подавления протестного духа.
В апреле 2024 года Министерство культуры Республики Беларусь расширило определение порнографии, включив туда «нетрадиционные половые отношения», под которые по новому определению подпадают в том числе гомосексуальность, бисексуальность и транссексуальность.